# Karbowo (województwo kujawsko-pomorskie)
Karbowo (niem. Karben) – wieś w Polsce położona w województwie kujawsko-pomorskim, w powiecie brodnickim, w gminie Brodnica.

## Podział administracyjny
W latach 1954–1959 wieś należała i była siedzibą władz gromady Karbowo, po jej zniesieniu w gromadzie Brodnica. W latach 1975–1998 miejscowość administracyjnie należała do województwa toruńskiego.
Od 2019 r. miejscowość dzieli się na trzy sołectwa: Karbowo 1, Karbowo 2 i Karbowo 3; częścią ostatniego jest także osada Tama Brodzka.

## Demografia
Według Narodowego Spisu Powszechnego (III 2011 r.) liczyło 1685 mieszkańców. Jest największą miejscowością gminy Brodnica.

## Zabytki
Według rejestru zabytków NID na listę zabytków wpisany jest zespół dworski z poł. XIX w., nr rej.: 576 z 2.02.1988:
- dwór, ok. 1810, ok. 1840
- park
- gołębnik, 4 ćw. XIX w.
- gorzelnia, 4 ćw. XIX w.
- spichrz I, przed 1804
- spichrz II, 4 ćw. XIX w.
- stodoła, 4 ćw. XIX w.
- obora, 4 ćw. XIX w.
- chlewnia, 4 ćw. XIX w.